# Ikkō-ikki

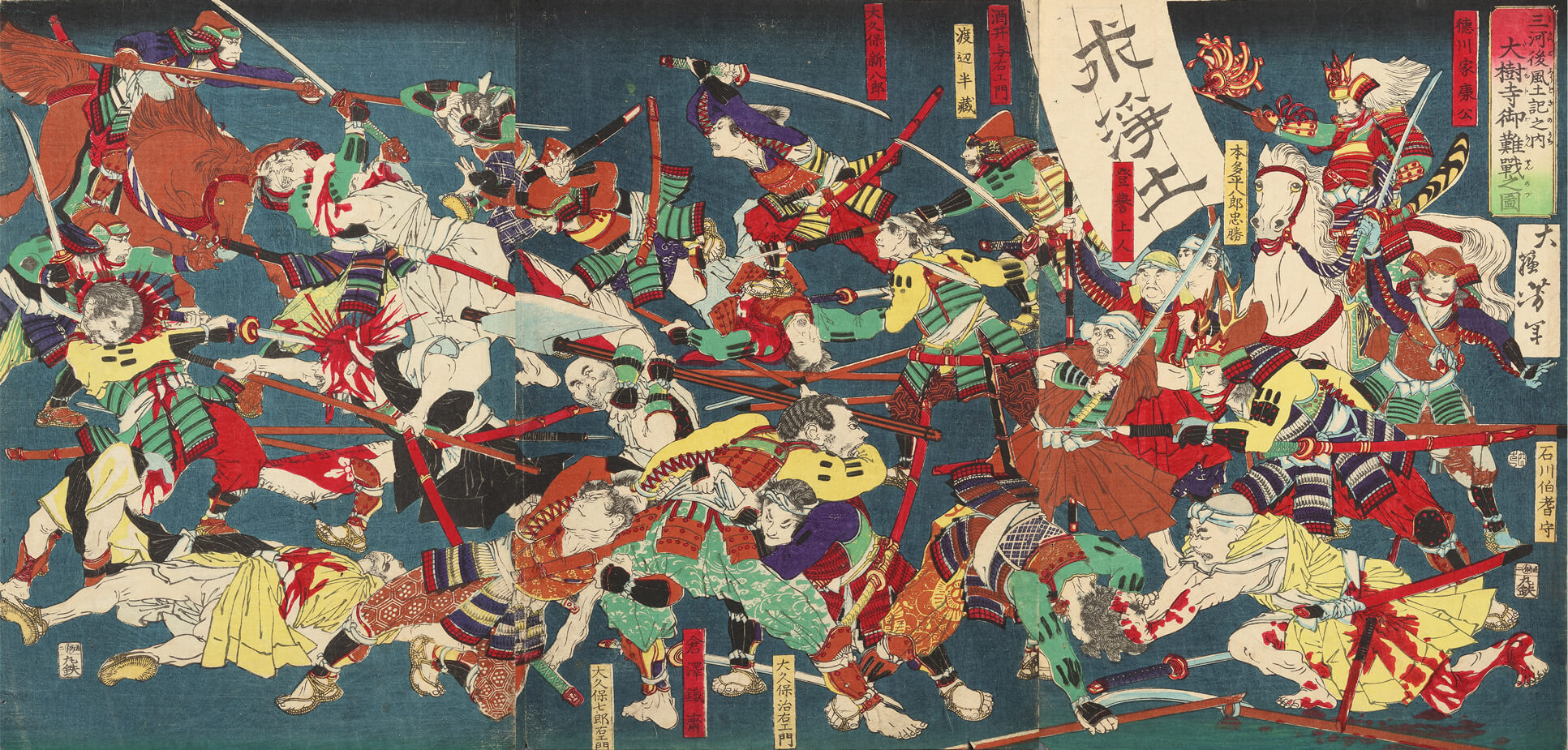
La bataille d'Azukizaka de 1564 est l'affrontement décisif entre Ieyasu et les ikki.

Les Ikkō-ikki (一向一揆, littéralement « soulèvement des Ikkō-shū ») sont des foules de paysans, de moines bouddhistes, de prêtres shintoïstes et de nobles locaux japonais, qui se soulèvent contre l'autorité des samouraïs aux XVe et XVIe siècles. Ils suivent les croyances du Jōdo shinshū (véritable Terre Pure), secte du bouddhisme et religion Ikko qui enseigne que tous les croyants sont également sauvés par la grâce d'Amida Buddha. Ces groupes sont peu organisés, et Rennyo, le chef du Jōdo shinshū, secte Hongan-ji de l'époque, est la seule personne pouvant être considérée comme ayant une influence sur eux. L'attitude de Rennyo vis-à-vis des Ikkō-ikki est cependant très ambivalente et pragmatique. Tandis qu'il peut utiliser la ferveur religieuse des Ikkō-ikki pour la défense des établissements du temple, il prend également soin de se démarquer de l'ensemble de la révolte sociale du mouvement des Ikkō dans son ensemble, et de la violence offensive en particulier. Les moines pratiquant du Jōdo shinshū sont en réalité de grands manipulateurs, en général, et utilisent les Ikkō-ikki pour augmenter le nombre de leurs croyants. Ils ne se montrent d'ailleurs jamais vraiment partisans des revendications sociales des Ikkō-ikki et préfèrent toujours prendre leurs distances avec ces paysans et les ji-samouraï trop révolutionnaires.

## Histoire
Les Ikkō-ikki sont, dans un premier temps, disparates et désorganisés, adeptes des enseignements de Rennyo. Son travail de missionnaire et sa nomination au poste d'abbé du Hongan-ji date de 1457, aussi peut-il être dit que les Ikkō-ikki apparaissent alors. En 1471, Rennyo est contraint de fuir Kyoto et établit un nouveau temple de la branche Hongan-ji à Yoshizaki dans la province d'Echizen ; c'est dans ce temple qu'il commence à attirer un important groupe de fidèles parmi les paysans et les agriculteurs. L'année 1488 voit le premier soulèvement violent, la première grande action organisée de la part des Ikkō-ikki. Ils renversent les maîtres samouraïs de la province de Kaga et prennent le contrôle de celle-ci pour eux-mêmes, ce qui représente la première fois dans l'histoire du Japon qu'un groupe de gens du commun dirige une province.
Rennyo est un pacifiste et enseigne le pacifisme comme le ferait n'importe quel autre membre du clergé bouddhiste. Il ne soutient la légitime défense que comme protection à l'époque particulièrement tumultueuse dans laquelle il vit. Daimyos, seigneurs de guerre et samouraïs, se combattent les uns les autres de façon presque constante pour les territoires à travers l'ensemble du pays. Rennyo veille donc à ce que les temples de sa secte soient fortifiés et défendus contre les attaquants. Bien que ce soit son autorité charismatique et ses enseignements populistes qui inspirent la ferveur qui alimente les révoltes Ikkō-ikki, jamais il ne les défend ni ne les soutient. Les soulèvements continuent néanmoins après la mort de Rennyo en 1499 et la sous-secte des Jōdo shinshū qu'il a fondée se propage aussi. Ils s'établissent dans des forteresses à Hongan-ji d'Ishiyama, juste à l'extérieur d'Osaka et à Nagashima, sur les frontières des provinces d'Owari et d' Ise ainsi que dans une série de temples de la province de Mikawa.
Vers la fin du XVIe siècle cependant, leur nombre croissant et leur force attirent l'attention et la préoccupation des grands dirigeants samouraïs de l'époque. Tokugawa Ieyasu craint que les moines de la province de Mikawa ne se soulèvent et ne s'emparent de la province. En 1564, ses forces, avec l'aide des moines guerriers de la secte jōdo, défont les Ikkō-ikki de la province de Mikawa à la bataille d'Azukizaka .
Les ikki suscitent la colère de Tokugawa Ieyasu et Oda Nobunaga et d'autres samouraïs en raison de la menace économique et politique qu'ils représentent, plus que comme un résultat de leur puissance militaire. Le Hongan-ji d'Ishiyama et d'autres bastions des ikki s'étendent sur les grandes routes commerciales et occupent les mêmes zones que Nobunaga considère comme ses premiers objectifs territoriaux. Presque toutes les routes de la capitale de cette partie occidentale du pays sont contrôlées par les ikki ou leurs alliés, et les racines populaires du mouvement lui donnent une importante puissance économique. Nobunaga en particulier cherche à mettre fin aux Ikkō-ikki pour ces raisons et parce qu'ils se sont alliés avec presque tous ses principaux ennemis ou rivaux. Ashikaga Yoshiaki, autrefois fortement soutenu par Nobunaga dans sa demande pour devenir shogun, se tourne vers les ikki lorsque leur relation se détériore. Les ikki comptent aussi de puissants alliés parmi les clans Mōri, Azai et Asakura.
Les forteresses Hongan-ji d'Ishiyama et Nagashima sont donc assiégées et détruites par les forces d'Oda Nobunaga. Après plusieurs tentatives infructueuses pour s'emparer de chaque emplacement, il réussit finalement à en venir à bout : Nagashima est assiégée plusieurs fois à partir de 1571, et tombe définitivement en 1576, ses défenseurs mourant tous dans l'incendie qui ravage la forteresse ; Ishiyama est assiégée à partir de 1570 mais ne se rend qu'en 1580.
Dans les années 1580, les derniers des Ikkō-ikki courtisent Toyotomi Hideyoshi et se battent aux côtés de ses forces contre les moines guerriers d'autres sectes.

## Armes, formation et mode de vie
Les groupes d'Ikkō-ikki du XVIe siècle, en grande partie à cause de leur origine rurale, utilisent des armures et armements très variés. Beaucoup portent des robes de moine plus traditionnelles, avec divers types d'armures. Certains portent différentes sortes de casques, tandis que d'autres optent pour le chapeau de paille et un manteau de paysan. Les naginata restent très communes, ainsi qu'une gamme d'épées et de poignards, et un nombre limité d'arquebuses. Enfin, bien que ce ne soit pas vraiment une armure ni un armement, un élément très commun brandi par les foules de moine guerriers Ikkō-ikki est une bannière portant un slogan bouddhiste. Quelques-uns des slogans les plus courants comportent le chant nembutsu « Hommage à Amida Buddha ! » (Namu Amida Butsu; 南無阿弥陀仏) et « Renonce à ce monde souillé et atteins la Terre Pure ».
Contrairement à ce que l'on peut penser, les Ikkō-ikki n'étaient pas une bande de paysans sans savoir militaire. Ils se battaient bien et avaient formé une véritable armée professionnelle. En outre, leur fanatisme leur interdisait la défaite, et ils désiraient la victoire à n'importe quel prix.
Les Ikkō-ikki, en temps de paix, s'organisaient comme n'importe quel ikki normal : ils se gouvernaient en assemblée. Les Ikkō-ikki signaient un serment et, dans leur assemblée, chacun s'exprimait lors du débat, pour qu'on ait l'avis de chacun. Le système égalitaire des ikki avait mis en place le principe d'un homme, une voix, et les décisions étaient prises à la majorité absolue.